# Jasminum didymum
Jasminum didymum es una especie de arbusto de la familia de las oleáceas. Es originaria de Malasia y sur del Pacífico.

## Descripción
Es un arbusto trepador o vid baja. J. didymum es muy variable en la forma de la hoja y el hábito y se subdivide en varias subespecies basadas en estas características. J. didymum subsp. didymum , tiene una amplia distribución natural en toda Australia y el Pacífico Sur. Las subespecies restantes están restringidos a Australia. 

## Hábitat
J. didymum se produce de forma natural en los hábitats de bosques húmedos y matorrales semiáridos .

## Taxonomía
Jasminum didymum fue descrita por Georg Forster y publicado en Florulae Insularum Australium Prodromus 3. 1786.
Etimología
Ver: Jasminum
didymum: epíteto latino que significa "a pares".
Subespecies
- Jasminum didymum subsp. didymum
- Jasminum didymum subsp. lineare (R.Br.) P.S.Green
- Jasminum didymum subsp. racemosum (F.Muell.) P.S.Green

Sinonimia
- Jasminum parviflorum Decne.
- Jasminum divaricatum R.Br
- Jasminum racemosum F.Muell.
- Jasminum lineare R.Br.[3][4][5]